# Somebody (série télévisée)
Production
Diffusion
Somebody (hangeul : 썸바디 ; RR : Sseombadi ; litt. « Quelqu'un ») est une série télévisée sud-coréenne en huit épisodes d'environ 55 minutes et mise en ligne le 18 novembre 2022 sur Netflix,.

## Synopsis
À Séoul, Kim Sum (Kang Hae-lim) est une développeuse de l'application de rencontre en ligne baptisée « Somebody » et directrice de la technologie dans l'entreprise Spectrum. Même si elle a du mal à communiquer dans son entourage, elle est amie avec Im Mok-Won (Kim Yong-ji) et Yeong Gi-eun (Kim Su-Yeon). Cette dernière, handicapée en fauteuil roulant, est une inspectrice du poste de police de Sangdong. Depuis qu'un meurtre a lieu, l'application « Somebody » est impliquée dans l'affaire de meurtre. Kim Sum rencontre virtuellement avec l'architecte Yun-o (Kim Young-kwang) qui l'encourage à tuer un chat encore vivant, écrasé par une camionnette dans sa rue, pour stopper sa souffrance. Yun-o est un homme séduisant, mais semble cacher quelque chose derrière son charisme. Pendant ce temps, Yeong Gi-eun enquête sur l'affaire du meurtre avec l'aide d'Im Mok-won.

## Distribution

### Acteurs principaux
- Kim Young-kwang (VF : Gauthier Battoue) : Sung Yun-o
- Kang Hae-lim (VF : Alice Orsat) : Kim Sum
- Kim Yong-ji (VF : Fanny Bloc) : Im Mok-won
- Kim Su-yeon (VF : Valérie Bescht) : Yeong Gi-eun

### Acteurs secondaires
- Lee Ki-chan : le grand propriétaire foncier
- Choi Yoo-ha (VF : Sandra Valentin) : Samantha Jeong, PDG de Spectrum
- Choi Sang-hyuk (VF : Marc Maurille) : Sim Woo-cheol
- Choo Sun-woo (VF : Lisa Caruso) : Jang Ha-na
- Bae Gang-hee (VF : Fabien Jacquelin) : le professeur Min Gi-Ung
- Kim Na-yeon (VF : Marie Nonnenmacher) : Oh Na-eun
- Kang Ji-eun (VF : Olivia Nicosia) : Gong-joo

## Production

### Développement et attribution des rôles
En septembre 2021, Netflix annonce une nouvelle série, dont la réalisation est confiée à Jeong Ji-woo, et l'engagement des acteurs Kim Young-kwang, Kang Hae-lim, Kim Yong-ji et Kim Su-yeon pour interpréter chacun un rôle,.

### Fiche technique
- Titre original : 썸바디 (Sseombadi)
- Titre international : Somebody
- Réalisation : Jeong Ji-woo
- Scénario : Han Ji-wan et Jeong Ji-woo
- Production : n/a
- Société de production : Beyond J[2]
- Société de distribution : Netflix
- Pays de production :  Corée du Sud
- Langue originale : coréen
- Format : couleur - format 4K (Ultra HD) - son Dolby Digital
- Genre : Thriller mélodramatique[1]
- Nombre de saison : 1
- Nombre d'épisode : 8
- Durée : 49 à 71 minutes
- Date de première diffusion : Monde : 18 novembre 2022 sur Netflix

## Épisodes
La série comporte huit épisodes, dépourvus de titres.

## Accueil
Somebody est présenté, le 27 septembre 2022, au festival international du film de Busan dans la catégorie « On Screen », réservée à des séries diffusées par le biais d'une plateforme destinée au service de vidéo à la demande en ligne.